# Polybius (kráter)
Polybius je impaktní kráter o průměru 41 km a hloubce 2100 m v jihovýchodní části Měsíce a je pojmenován po starověkém řeckém historikovi Polybiovi. Nachází se na jihovýchod od většího kráteru Catharina, v oblasti ohraničené altajským zlomem. Nedaleko na severovýchodě je Mare Nectaris se zatopenými krátery Beaumont a Fracastorius .
Okraj kráteru Polybius se na severovýchodě jeví jako mírně roztažený a má poškozený severní val. Jinak je val ale prakticky neporušený, pouze s malou erozí. Dno kráteru je ploché a bez centrálního vrcholku. Světlý paprsek vyvrženého materiálu z kráteru Tycho protíná kruhové krátery Polybius A a Polybius B.
Polybius K (14 km) se někdy označuje jako „Larrieuova přehrada“, protože neobvykle rovný severozápadní okraj kráteru vytváří za určitých světelných podmínek vzhled přehrady .